# Matucania mellisquama
Matucania mellisquama là một loài ruồi trong họ Tachinidae.